# 水上雅人
水上 雅人（みなかみ まさと、1968年9月10日 - ）は、日本の俳優。福岡県出身。ailes所属。青年座研究所専科29期生。師は俳優の竹中直人。
以前はR･G･S、メロウリップスに所属していた。

## 人物
身長168cm。体重68kg。血液型B型。
趣味はツーリング、PC（webの作成）、写真、格闘技の観戦。特技は空手、乗馬、着付け、博多弁。

## 出演作品

### テレビドラマ
- 浮浪雲（1990年）
- 火曜サスペンス劇場 / わが町 第3作（1993年）
- サトラレ 第5話（2002年）
- 金曜エンタテイメント
  - 買物代行人桃子の事件簿（2003年）
  - 赤い霊柩車シリーズ 第19作（2004年） - クリーニング屋
- 顔 第5話（2003年）
- 爆竜戦隊アバレンジャー 第27話（2003年） - 警官
- 東京ワンダーツアーズ 4U（2006年）
- PS羅生門 警視庁東都署 第8話（2006年）
- 生徒諸君! 第6話（2007年）
- 女帝 第5話（2007年）
- 有閑倶楽部 第2話（2007年）
- 相棒
  - Season 6 第7話（2007年） - 讃光社社員
  - Season 11 第16話（2013年） - 山本（アポロン電機人事部社員）
- 仮面ライダーキバ 第22話（2008年） - 焼肉屋の常連客
- サラリーマン金太郎 第5話（2008年）
- SCANDAL 第5話（2008年）
- アタシんちの男子 第1話（2009年） - 白バイ隊員
- BOSS（2009年）
- 絶対零度〜未解決事件特命捜査〜（2010年）
- 世にも奇妙な物語 2011年 秋の特別編（2011年） - 銀行員
- 警視庁捜査一課9係 第9話（2013年）

### 配信ドラマ
- チェイス 第1章 第6話（2017年）

### 映画
- 東方見聞録（1993年）
- 五条霊戦記 GOJOE（2000年）
- 春よこい（2008年）

### 舞台
- ポンコツ車のレディ
- 雨
- 世阿彌

### CM
- エヌ・ティ・ティ・ドコモ関西
- 伊藤園 カテキン緑茶